# Agafangel (Savvin)
Agafangel (rodným jménem: Alexej Michajlovič Savvin; 2. září 1938, Burdino) je kněz Ukrajinské pravoslavné církve Moskevského patriarchátu a metropolita Oděsy a Izmajilu.

## Život
Narodil se 2. září 1938 v Burdino v křesťanské rodině. Roku 1965 vstoupil k bratrům Trojicko-sergijevské lávry. Dne 2. dubna 1965 byl postřižen na monacha se jménem Agatangel. Dne 18. dubna 1965 jej arcibiskup Minsku a Běloruska Sergius vysvětil na hierodiakona a 22. dubna 1965 na jeromonacha.
Roku 1966 se stal asistentem inspektora a přednášejícím v Oděském kněžském semináři, úředníkem Oděské eparchiální správy.
Dne 7. dubna 1967 byl povýšen na igumena. V letech 1967-1975 byl rektorem Oděského kněžského semináře. Dne 1. června 1967 byl povýšen na archimandritu a od ledna 1968 byl členem eparchiální rady Oděsy. Aktivně se podílel na mnoha mezinárodních fórech.
V září 1969 se účastnil čtyř debaty teologů Ruské pravoslavné církve a Evangelické církve v Německu. V letech 1987–1989 byl členem mezinárodní delegace "Světová plavba na Dněpru". Roku 1988 se stal členem delegace "Plavba světa" aj.
Roku 1971 se stal členem místní rady Ruské pravoslavné církve a poté také členem archijerejské rady Ruské pravoslavné církve.
Dne 11. listopadu 1975 jej Svatý synod Ruské pravoslavné církve jmenoval biskupem vinnyckým a braclavským. Dne 16. listopadu 1975 proběhla jeho biskupská chirotonie. Světiteli byli metropolita kyjevský a halyčský Filaret (Denisenko), metropolita chersonský a oděský Sergij (Petrov), arcibiskup černihivský a novhorod-siverský Antonij (Vakaryk), arcibiskup umaňský Makarij (Svystun) a biskup perejaslav-chmelnycký Varlaam (Iljuščenko).
Dne 7. září 1981 byl povýšen na arcibiskupa a 10. března 1989 na metropolitu.
Dne 7. srpna 1991 byl převeden do eparchie Ivano-Frankivsk a Kolomyja ale 5. dubna 1992 byl vrácen na své předchozí místo biskupa Vinnycje a Braclavy.
Dne 20. června 1992 byl Svatým synodem Ukrajinské pravoslavné církve Moskevského patriarchátu ustanoven metropolitou Oděsy a Izmajilu.
V letech 1995-1997 byli na jeho návrh s rozhodnutím Svatého synodu UPC svatořečeni přepodobný Kukša Oděský, přepodobný Gabriel Athoský, spravedlivý Jonáš Oděský, arcibiskup Inocent Borisov a hieromučedník Anatolij Grisjuk.

## Řády a vyznamenání
Církevní
- 1968 - Řád svatého knížete Vladimíra 3. třídy
- 1969 - Řád svatého apoštola a evangelisty Marka Alexandrijské pravoslavné církve 2. třídy
- 1969 - Řád svatého knížete Vladimíra 2. třídy
- 1981 - Řád svatého apoštola a evangelisty Marka Alexandrijské pravoslavné církve 1. třídy
- 1981 - Řád svaté Niny rovné apoštolům Gruzínské pravoslavné církve 2. třídy
- 1981 - Řád Svatého Kříže Jeruzalémské pravoslavné církve
- 1985 - Řád přepodobného Sergeje Radoněžského 2. třídy
- 1988 - Řád svatého knížete Vladimíra 1. třídy
- 1998 - Řád svatého knížete Daniela Moskevského 2. třídy
- 2000 - Jubilejní řád Narození Krista 1. třídy
- 2000 - Řád svatého Innokentije Moskevského 2. třídy
- 2001 - Řád přepodobného Nestora Letopisce UPC 2. třídy
- 2003 - Řád přepodobného Nestora Letopisce UPC 1. třídy
- 2008 - Řád svatého Alexie Moskevského 2. třídy
- 2013 - Řád přepodobného Sergeje Radoněžského 1. třídy
- 2015 - Řád přepodobného Serafima Sarovského 1. třídy
- Řád Štěpána Velikého Moldavské metropolie 2. třídy
- Řád Antiochijské církve a medaile dalších církví

Světské
- 1988 - Písemná památka Prezidia Nejvyšší rady Ukrajinské sovětské socialistické republiky
- 1988 - Medaile míru Organizace spojených národů
- 1989 - Písemná památka Prezidia Nejvyšší rady Gruzínské sovětské socialistické republiky
- 1990 - Zlatý odznak Oděské státní oblasti
- 1998 - Písemná památka a medaile Kabinetu ministrů Ukrajiny
- 1999 - Odznak prezidenta Ukrajiny - Řád za zásluhy 2. třídy
- 2000 - Řád Podněsterské moldavské republiky
- 2003 - Odznak prezidenta Ukrajiny - Řád za zásluhy 1. třídy
- 2003 - Řád přátelství Ruské federace
- 2003 - Řád Černobylského kříže
- 2003 - Řád Suvorova Podněsterské moldavské republiky
- 2004 - Řád svatého Jiří 1. třídy
- 2013 - Písemná památka prezidenta Ruska
- 2013 - Státní řád Ukrajiny knížete Jaroslava Moudrého 4. třídy
- Odznak Oddanosti vlasti 3. třídy
- Stříbrná medaile 10. let nezávislosti Ukrajiny 2. třídy
- Řád Kozácké slávy 1. třídy
- Řád Grigorije Marazlina 3. třídy
- Odznak ministra vnitra Ukrajiny
- Památní medaile Prezidia Nejvyšší rady Arménské sovětské socialistické republiky
- Čestná medaile Bojovníků za mír
- Zlatá medaile Sovětského fondu míru
- Čestná medaile Sovětského výboru pro mír
- Čestná medaile Sovětského fondu míru
- Šest písemných památek Ukrajinsé mírové rady a pamětní medaile
- Písemná památka společnosti Ukrajina